# Christoph Friedrich Jasche
Christoph Friedrich Jasche (* 15. Oktober 1780 in Drübeck; † 12. Juni 1871 in Ilsenburg) war ein deutscher Naturforscher.

## Leben
Er studierte am Institut für Berg- und Hüttenkunde in Berlin und ging mit Förderung des Grafen Christian Friedrich zu Stolberg-Wernigerode auf Studienreisen. Zu voller Zufriedenheit des Grafen fertigte er eine Beschreibung des Lauchhammer Hüttenwerkes und der Gegend von Peterswaldau in geognostischer Hinsicht. Daraufhin erfolgte am 6. März 1802 seine Ernennung zum gräflichen Hüttenkommissari(us). Am 1. März 1805 wurde er von Graf Stolberg als Bergkommissar zum wissenschaftlichen und technischen Betrieb des Bergbaus, besonders zur Administration der Eisensteinbergwerke auf dem Büchenberg bei Elbingerode befördert und bezog dort eine Wohnung. Dort erlebte er die Zeit des westphälischen Besetzung. 1819 wurde er zum Direktor der Hüttenwerke in Ilsenburg ernannt, welche Stellung er später verließ.

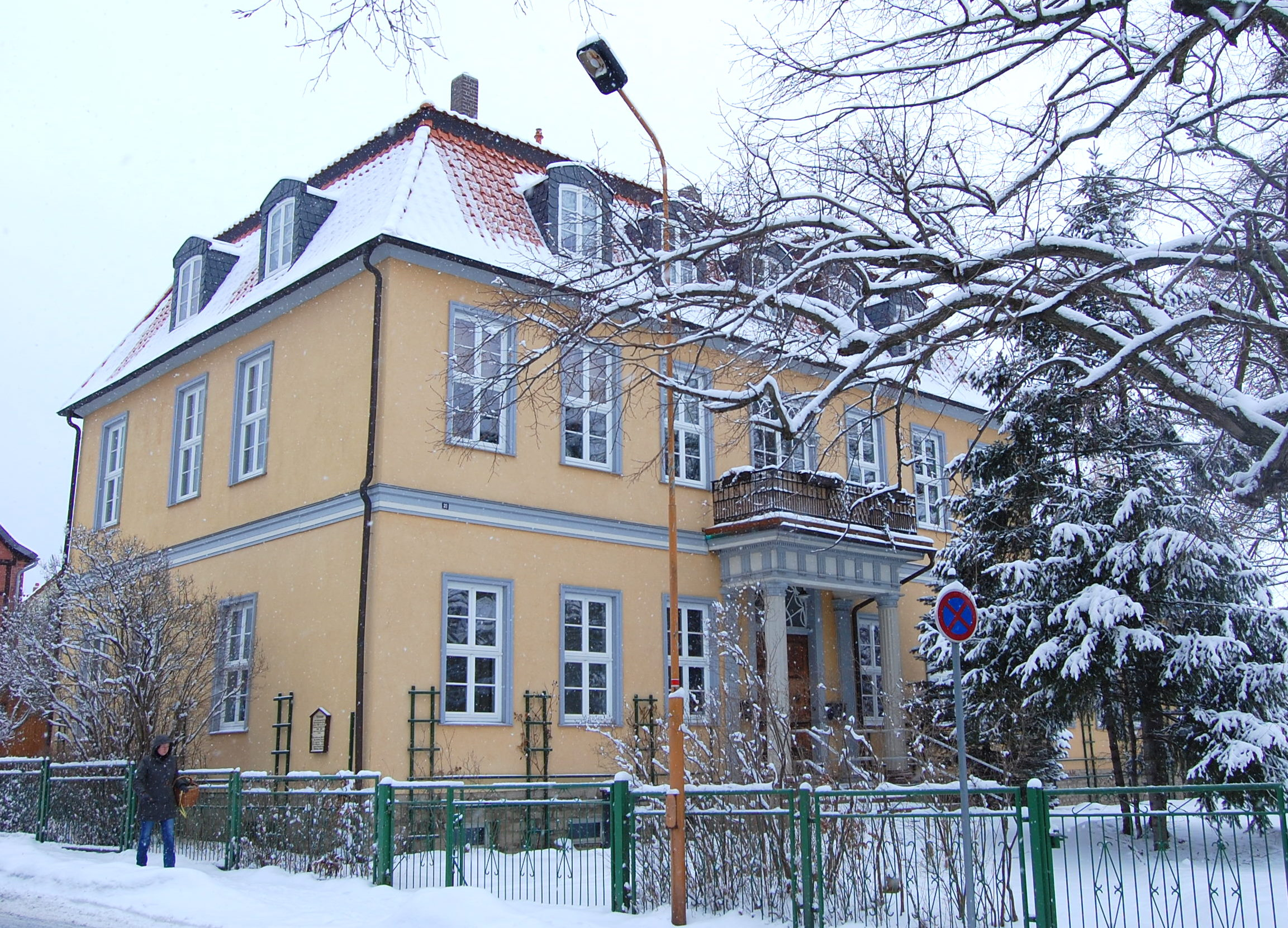
Für Jasche 1828 gebautes Wohnhaus in Ilsenburg (2010).

Jasche promovierte zum Dr. phil. und wurde Mitglied der mineralogischen Societät zu St. Petersburg, des Naturwissenschaftlichen Vereines des Harzes und des Wissenschaftlichen Vereins zu Wernigerode. Ferner war er korrespondierendes Mitglied des mineralogischen Societät zu Jena und der Gesellschaft naturforschender Freunde zu Halle sowie Mitglied der Acad. nationale zu Paris.
Jasche nahm 1812 die Einrangierung der Mineralien im gräflichen Naturalienkabinett vor. Als das neue Kanzleigebäude 1812 verkauft wurde, in dem sich dieses Kabinett befand, nahm Jasche dessen Umzug in den 2. Stock des rechten Flügels des Waisenhauses in Wernigerode vor.
Er hinterließ zahlreiche Schriften auf dem Gebiet der Mineralogie und Geologie sowie folgende umfangreiche Sammlungen:
- die oryktognostische Sammlung mit 3126 Stück
- die geognostische Sammlung mit 950 Stück
- die Fossiliensammlung, mit der sich u. a. Leopold von Buch mehrere Tage beschäftigte, umfasste 4150 Exemplare
- die Coleoptern-Sammlung mit 4700 Exemplaren
- eine Sammlung von 111 ausgestopften Vögeln.

Diese Sammlungen erbte Jasches Sohn Robert, der damals Hüttenmeister in Ilsenburg war. Er veräußerte sie 1871 an Graf Otto zu Stolberg-Wernigerode. Zu Beginn der 1930er Jahre wurde diese Sammlung an die Preußische Geologische Landesanstalt Berlin verkauft.

## Werke (Auswahl)
- Anleitung zur Gebirgskunde nebst einer tabellarischen Übersicht der Gebirgsarten nach ihrer Struktur, Formation, Vorkommen, Übergang, Erzführung und Gebrauch. Zweite Ausgabe, Erfurt, Keyser, 1816.

| Personendaten    | Personendaten               |
| ---------------- | --------------------------- |
| NAME             | Jasche, Christoph Friedrich |
| KURZBESCHREIBUNG | deutscher Naturforscher     |
| GEBURTSDATUM     | 15. Oktober 1780            |
| GEBURTSORT       | Drübeck                     |
| STERBEDATUM      | 12. Juni 1871               |
| STERBEORT        | Ilsenburg                   |